# فرودگاه اوورا
فرودگاه اوورا (به انگلیسی: Évora Airport) یک فرودگاه همگانی است که یک باند فرود آسفالت دارد و طول باند آن ۱۳۰۰ متر است. این فرودگاه در شهر اوورا کشور پرتغال قرار دارد و در ارتفاع ۲۴۶ متری از سطح دریا واقع شده است.